# Beveren
Beveren je općina s 49 531 stanovnika, na sjeverozapadu Belgije u Flandriji.
Sam grad Beveren ima 20 756 stanovnika te je upravno središte općine i mjesto s pogonima kemijske, metalurške i prehrambene industrije.
Beveren je prvi put dokumentiran 1112. godine pod imenom Beuerne. U srednjem vijeku bio je glavni grad jedne upravne jedinice Flandrije.
Najveća znamenitost Beverena je kasnogotička crkva sv. Martina (15. - 16. st.) s romaničkim zvonikom iz 12. stoljeća.